# La Compagnie (crime organisé hawaïen)
Pour les articles homonymes, voir La Compagnie.
La Compagnie, également appelée le Syndicat hawaïen, est le nom donné à un syndicat du crime organisé basé à Hawaï qui contrôlait les activités criminelles dans l'État de la fin des années 1960 au milieu des années 1990.

## Histoire
Au cours des années 1960, le crime organisé à Hawaï était principalement contrôlé par des organisations criminelles asiatiques locales, principalement des triades chinoises, des yakuzas japonais, des kkangpae (en) coréens et des groupes criminels samoans. 

### L'ère George Chung
Le premier changement est survenu lorsqu'un Coréen du nom de George Chung a créé sa propre organisation criminelle en 1962, recrutant parmi les Coréens locaux, les Japonais, les Chinois, les Samoans et les Hawaïens autochtones. Les petits gangs ethniques se disputaient le contrôle du crime organisé, ce qui provoquait des affrontements désorganisés. Au fil du temps, George Chung parvint à créer un environnement propice aux affaires de tous les gangs. En juillet 1967, George Chung fut abattu dans une maison de jeu d'Honolulu.
La mort de Chung a entraîné un vide de pouvoir au sein du crime organisé dans les îles, les chefs du crime se disputant le contrôle. Une mafia, principalement samoane, dirigée par Alema Leota, a brièvement pris le pouvoir. 

### L'ère Wilford Pulawa
En 1969, Wilford Pulawa, Hawaïen d'origine et lieutenant de Leota, a décidé de recruter principalement parmi les criminels locaux d'origine hawaïenne et de former le syndicat du crime à l'échelle de l'État qui allait devenir la Compagnie,.
Sous la direction de Wilford Pulawa, la Compagnie a étendu son emprise sur les réseaux criminels sur l'île, recourant à une violence extrême lorsque cela était nécessaire. L'organisation s'est principalement impliquée dans les jeux d'argent illégaux, la prostitution dans les hôtels de villégiature des îles, le racket des syndicats locaux, l'extorsion des entreprises locales légales et illégales et le commerce illégal à grande échelle d'héroïne blanche chinoise. Sous Pulawa, la Compagnie extorquait un tribut à quiconque souhaitait faire des affaires à Hawaï, comme les membres de la mafia continentale, les bookmakers et les opérateurs de jeux d'argent. La société a pu exercer une partie de son contrôle criminel sur les communautés hawaïennes du continent, principalement au Nevada et en Californie. Le syndicat a noué des liens avec des figures de la mafia américaine, mais a parfois entretenu des rivalités avec certaines d'entre elles. La rumeur raconte que, lorsque deux mafieux de Chicago, actifs à Las Vegas, furent envoyés à Hawaï pour donner une leçon à un chef de gang hawaïen local, qui s'était impliqué dans des affaires de jeux d'argent illégaux au Nevada, la Compagnie a tué les deux mafieux de la mafia et a ramené leurs corps découpés sur le continent à l'arrière d'un coffre avec une note attachée : « Délicieux, envoyez-en plus»,.
Le règne de Wilford Pulawa a pris fin en 1973, lorsqu'il a commencé à investir massivement l'argent du crime dans le secteur immobilier. Lorsque les forces de l'ordre ont eu vent du projet de Wilford Pulawa d'acheter plusieurs complexes hôteliers en Californie, elles ont pu l'arrêter pour fraude fiscale. Il a été emprisonné en 1975 et condamné à 24 ans de prison fédérale, dont une grande partie au Centre correctionnel de l'Île McNeil, dans l'État de Washington. Il a été libéré sur parole en 1984 et est retourné sur l'île. 
Pendant ce temps, d'autres poids lourds au sein de la Compagnie avaient commencé à se battre pour le contrôle de la vaste organisation criminelle qui s'était insérée dans de nombreux aspects de la vie hawaïenne, tels que le domaine du divertissement, l'industrie de la pêche et le travail organisé, ainsi que les groupes culturels et de défense des droits hawaïens.